# Carl Wiman
Carl Johann Josef Ernst Wiman (* 10. März 1867 in Husby-Odensala, im Schärengebiet bei Stockholm; † 15. Juli 1944) war ein schwedischer Paläontologe. Er war der erste Professor für Paläontologie an der Universität Uppsala.

## Leben
Wiman studierte ab 1888 in Uppsala, machte dort 1891 seinen Kandidaten-Abschluss und wurde 1885 in Paläontologie promoviert. Er befasste sich mit Fossilien des Silur, Ordovizium und Kambrium in Schweden und insbesondere Graptolithen, für die er neue Präparationsmethoden entwickelte. 1901 bis 1903 nahm er an der schwedischen Antarktis-Expedition unter Otto Nordenskjöld teil, wo er fossile Pinguine im Alttertiär der Seymour-Insel fand und sich in der Folge der Wirbeltierpaläontologie zuwandte. 1908 nahm er an der Spitzbergen-Expedition von Gerald de Geer teil und organisierte später weitere Expeditionen nach Spitzbergen (und andere Teile der Arktis wie der Bäreninsel), wo er unter anderem Wirbeltierfossilien (Fische, Reptilien, Amphibien) und Brachiopoden des Karbon und Ichthyosaurier der Trias von Spitzbergen sammelte und beschrieb. Er gründete das Paläontologische Museum in Uppsala und wurde dort 1910 Professor für Paläontologie (mit persönlicher Professur, ab 1922 als ordentlicher Professor für Paläontologie und Historische Geologie).
Er beschrieb auch Dinosaurierfossilien, die er aus China und New Mexico zugeschickt bekam. Wiman war der erste, der vorschlug, dass der Knochenzapfen am Schädel von Hadrosauriern wie etwa von Parasaurolophus als Resonanzkörper der Erzeugung von Tönen diente.
Nach ihm wurden die ausgestorbenen Pinguine Archaeosphniscus wimani und Palaeospheniscus wimani benannt, die fossile Schildkröte Dracochelys wimani, der Ichthyosaurier Wimanius und der Sauropode Borealosaurus wimani.
Wiman unterschied bei der Gruppe der dendroiden Graptolithen (Dendroidea), ausgestorbenen röhrenförmige Kolonien bildende Verwandte der Flügelkiemer, drei Arten von Theken im Wohnröhren-Aufbau (Wimans Regel): Autotheken (wahrscheinlich Öffnung für das männliche Einzeltier), Bitheken (wahrscheinlich Öffnung für das weibliche Einzeltier) und Stolonotheken, die den verbindenden Weichteilstrang (Stolon) enthalten.
Er war seit 1912 Mitglied, seit 1935 Ehrenmitglied der Paläontologischen Gesellschaft und seit 1926 Mitglied der Königlich Schwedischen Akademie der Wissenschaften. 1925 wurde er zum Mitglied der Deutschen Akademie der Naturforscher Leopoldina gewählt. Seit 1957 trägt das Kap Wiman in der Antarktis seinen Namen.
2011 wurden in den Archiven von Uppsala der Eckzahn eines Peking-Menschen (Homo erectus) gefunden, der in den 1920er-Jahren von Johan Gunnar Andersson an Wiman gesandt worden war, aber jahrzehntelang unbeachtet blieb. Der Fund sorgte für Aufsehen, da der Großteil der gefundenen Fossilien des Pekingmenschen 1941 im damals japanisch besetzten Nordchina infolge des Kriegsgeschehens im Zweiten Weltkrieg verloren gegangen war.

## Schriften
- Ichthyosaurier aus der Trias Spitzbergens. In: Bulletin of the Geological Institution of the University of Uppsala, 10, 1910, S. 124–148
- Über das Hinterhaupt der Labyrinthodonten. In: Bulletin of the Geological Institution of the University of Uppsala, 12, 1913, S. 1–8
- Über die Stegocephalen aus der Trias Spitzbergens. In: Bulletin of the Geological Institution of the University of Uppsala, 13, 1914, S. 1–34
- Neue Stegocephalenfunde aus dem Posidonomyaschiefer Spitzbergens. In: Bulletin of the Geological Institution of the University of Uppsala, 13, 1916, S. 209–222.
- Eine neue Reptilien-Ordnung aus der Trias Spitzbergens. In: Bulletin of the Geological Institutions of the University of Uppsala, 22, 1929, S. 183–196.